# ویکتور اوگانوف
ویکتور اوگانوف (انگلیسی: Victor Oganov؛ زادهٔ ۱۱ اوت ۱۹۷۶) بوکسور ارمنی‌تبار اهل روسیه است. اوگانوف در سال ۱۹۹۸ پس از کسب نتایج ۶۴–۱۶ از یک ورزشکار آماتور به یک ورزش حرفه‌ای در فوق میان وزن در روسیه تبدیل شد.

## زندگی شخصی
اوگانوف هم‌اکنون در پرت (استرالیا) زندگی می‌کند. وی متأهل است. همسرش سوتلانا نیز از اهالی سیکتیوکار می‌باشد. آنها صاحب چهار به نام‌های آنا (زاده ۲۰۰۰) سم (زاده ۲۰۰۵) ماریا (زاده ۲۰۱۲) و میکائیل (زاده ۲۰۱۵) هستند. وی دوست نزدیک ویک دارچینیان می‌باشد.